# Macroglossum stellatarum
La esfinge colibrí (Macroglossum stellatarum) es una especie de lepidóptero ditrisio de la familia Sphingidae.  Vive en el sur de Europa, incluyendo la península ibérica, norte de África y centro de Asia, India e Indochina.  Suele confundírseles frecuentemente con esfinges del género Hemaris de Norteamérica. Recibe el nombre por su vuelo y forma de alimentación, que se asemejan a los del colibrí.

## Descripción

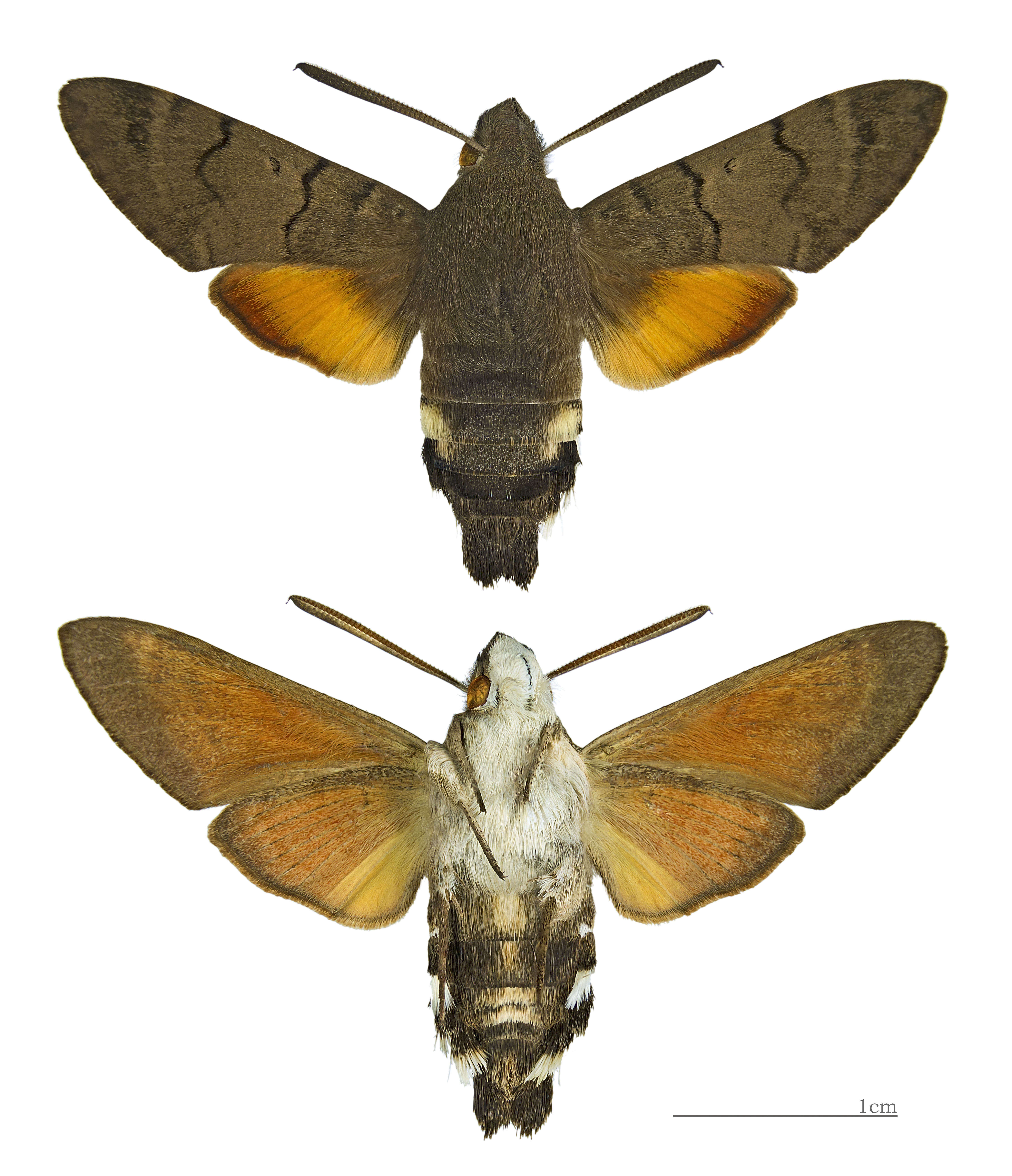
Macroglossum stellatarum

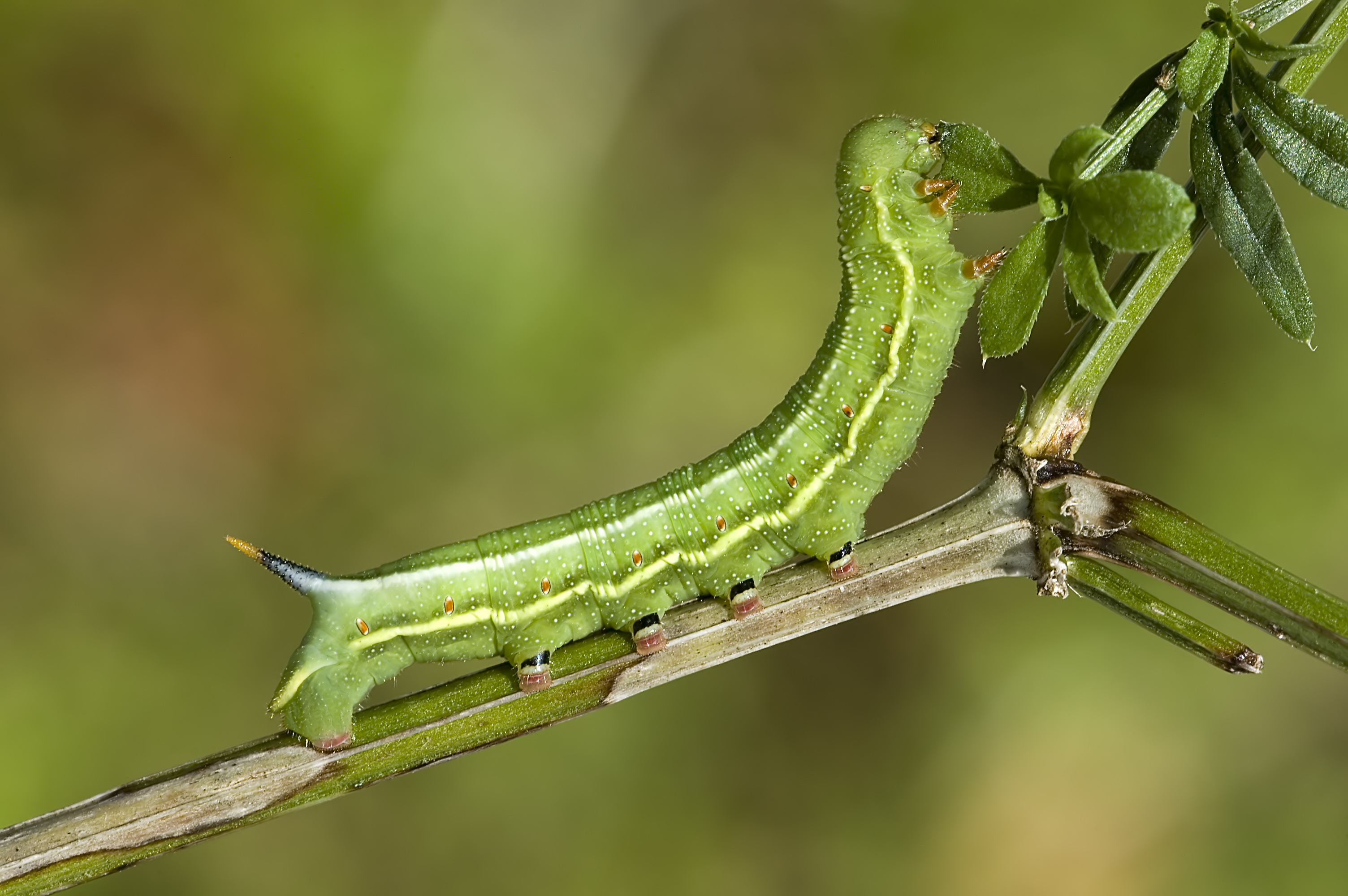
Oruga de Macroglossum stellatarum

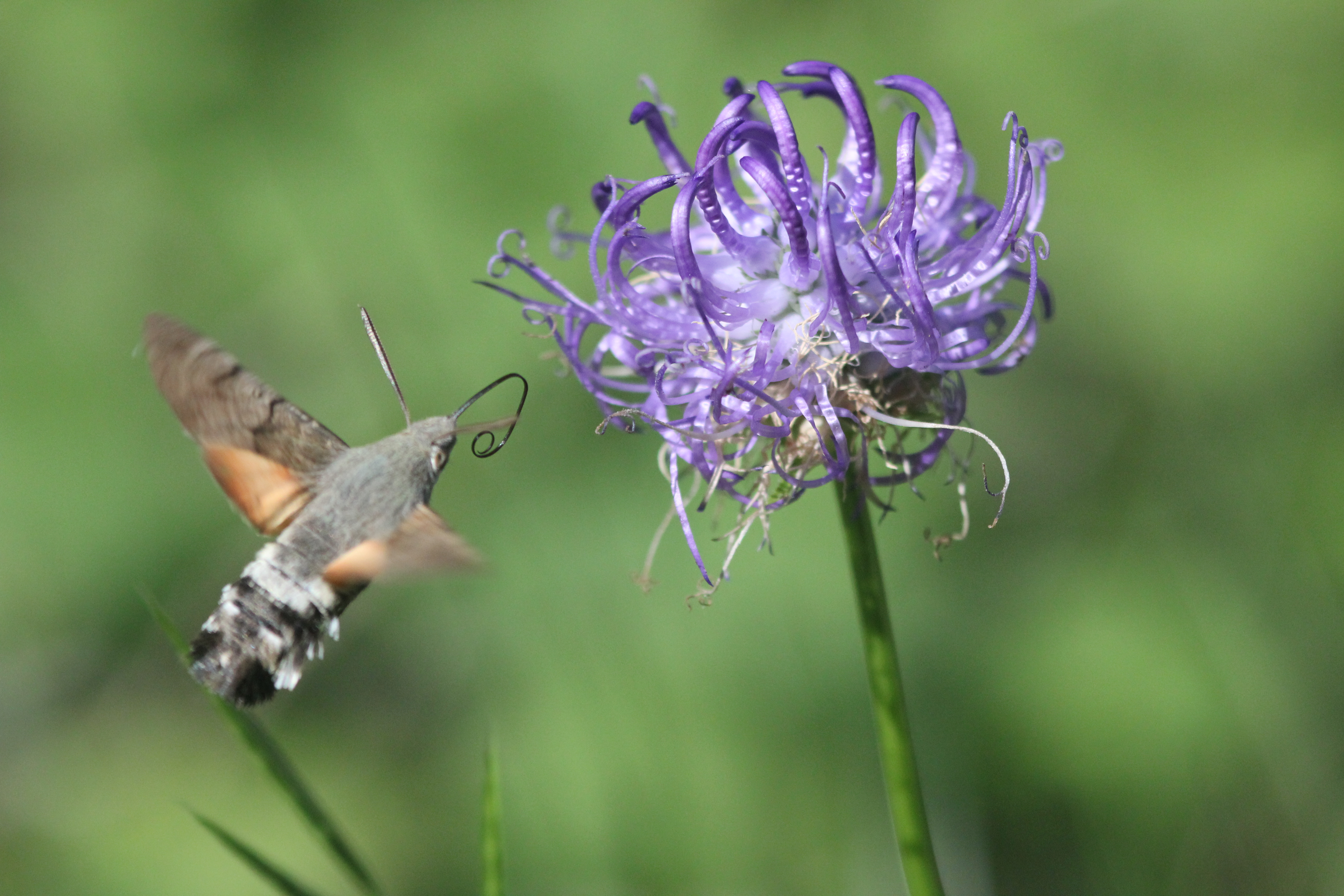
Macroglossum stellatarum

La envergadura de las alas es de 40-45 mm. Las delanteras son pardas con líneas y puntos negros y las traseras anaranjadas. El abdomen es negro y blanco al lateral, con sedas con forma de cola de un ave. Su huevo es de forma ovoide, de color entre amarillo y verdoso, y suele eclosionar entre el séptimo y el octavo día después de la puesta. La larva es cilíndrica, de color amarillo y más tarde verde claro. La crisálida mide de 30 a 35 mm.

## Historia natural
Es una especie migratoria, pero en general no sobrevive al invierno en las regiones frías. Tiene hábitos diurnos como muchas especies de esta familia. El adulto se alimenta de néctar de plantas de géneros como Viola, Verbena o Primula. Su trompa, para libar el néctar, es casi de la misma longitud que su cuerpo y se extiende desenrollándose desde su boca, de forma similar a la del camaleón. 
Tras la cópula la hembra busca especies del género Galium u otros miembros de la familia Rubiaceae como Rubia o también miembros de otras familias, como Epilobium, Centranthus y Stellaria donde pone unos doscientos huevos. Pasa el invierno hibernando como adulto, en diversos lugares como grietas que suele abandonar en días templados de pleno invierno para buscar alimento suplementario.